# Morafenobe
Morafenobe est une ville et une commune urbaine de l'Ouest de Madagascar, appartenant au district de Morafenobe, appartenant à la région de Melaky, dans la province de Majunga.

## Géographie
La ville se situe entre Maintirano et Beravina et est traversée par le fleuve Manambaho.

## Administration
Morafenobe est le chef-lieu du district éponyme.